# Partido Republicano Centroafricano
Partido Republicano Centroafricano (PRC; en francés: Parti Républicain Centroafricain) fue un partido político existente en la República Centroafricana.
Estuvo liderado por Jeanne-Marie Ruth Rolland, quien fuera candidata presidencial a las elecciones de 1993 donde obtuvo 8.068 votos correspondientes al 1,02% de los sufragios quedando en último lugar.
Solo participó de los comicios legislativos de 1993, donde logró 1 escaño de los 85 en disputa. Posterior a ello, el partido terminó adhiriendo al Partido Liberal Democrático de África Central (PLD).